# La Femme des steppes, le Flic et l'Œuf
Pour plus de détails, voir Fiche technique et Distribution.
La Femme des steppes, le Flic et l'Œuf (Öndög, "l'œuf" en mongol) est un film mongol réalisé par Wang Quan'an, sorti en 2019.

## Synopsis
Une équipe de chasseurs parcourt la steppe de nuit, croise un troupeau de chevaux sauvages, et stoppe devant le corps dénudé d'une femme manifestement morte.
La police intervient désarmée, réquisitionne une femme à chameau de Bactriane, capable de tirer au fusil sur un loup solitaire trop proche.
Un policier débutant, de 18 ans, courageux, ou simplement naïf, est laissé pour la nuit à surveiller le cadavre et la scène du crime. Le chef lui prête une écharpe et des gants plus résistants.
La jeune femme, 20-30 ans, déjà repartie, et très prise à élever seule un troupeau de moutons, et quelques autres bêtes, est forcée de surveiller le jeune policier.
La steppe, vide, presque rase, est le décor extérieur essentiel, et glacé, avec des ciels (prenant 60 à 90 % de l'image, souvent splendide.
Les scènes extérieures rapprochées concernent l'élevage (abattage et dépeçage d'un mouton, vêlage d'une vache) et sont réalisées par un jeune ami de l'éleveuse, qui lui suggère de prendre vite un homme pour réaliser toutes ces tâches.
Elle vit seule dans sa yourte.
Son ami, plus mobile et alcoolisé, circule (lentement) à moto.
Elle le joint, quand elle veut, par téléphone portable (batteries sur cellules photovoltaïques).
La bergère prépare une soupe au mouton, qu'elle ramène avec une bouteille de vodka au jeune policier, mal préparé à ce genre de tâches, marche, sautille, écoute de la musique (mongole aussi bien qu'américaine (Elvis Presley).
Elle passe une partie de la nuit adossée avec lui  à son chameau à deux bosses, qui protège du vent le feu qu'elle entretient.
Ils discutent, elle confesse le policier timide, le pousse à manger, boire et fumer, et lui donne des conseils de séduction : cesse d'être un homme, regarde comme un animal, comme un loup.
Puis...
Leur scène est troublée par l'arrivée de la louve, qui a besoin de nourrir ses petits. La bergère l'abat.
Au matin, la police est là, photographie, présente le suspect au cadavre, emporte les deux corps.
Le vieux policier, qui va partir à la retraite, félicite le petit jeune, et lui conseille de remercier la fermière.
L'éleveuse va au dispensaire demander un test de grossesse, positif, reçoit les conseils pour un avortement médicamenteux.
Elle hésite.
La scène du vêlage permet à son ami de lui offrir un œuf de dinosaure, une des rares ressources (pillées) de Mongolie.
Le jeune policier est en fonction lors de l'autopsie du cadavre.
Il offre une cigarette au suspect.
Le chef joue à l'accordéon, au nom du jeune, une chanson pour la fin de stage de la jeune stagiaire qui retourne à Oulan Bator.
Les deux jeunes passent quelques heures ensemble, de nuit, à moto, elle lâchant des pétards.
Il la raccompagne à l'arrêt du train.
Après le vêlage, le veau est ramené au chaud dans la yourte.
Le coupe se refait.
Le garçon regrette que leurs deux premiers enfants n'aient pas été menés à terme.
Il a ramené des pommes du commerce du village.
Elle lui montre son test de maternité : J'ai un œuf en moi. [...] Comme ça, les dinosaures ne vont pas disparaître.
Le couple s'unit.
Décors immensément vides et froids, élevage extensif, vie éloignée des regroupements humains et des usines, déplacements lents et fréquents, personnages plutôt esseulés (et ne demandant qu'à ne plus l'être), sentimentalité sous vêtements fourrés, animaux pas plus idéalisés que les humains : maternité, naissance, souffrance, sexualité, mort... sans référence à aucun au-delà, ni à aucune (autre) idéologie.

## Fiche technique
- Titre original : Öndög
- Titre français : La Femme des steppes, le Flic et l'Œuf
- Réalisation et scénario : Wang Quan'an
- Photographie : Aymerick Pilarski
- Pays d'origine : Mongolie
- Format : Couleurs - 35 mm
- Genre : drame
- Durée : 100 minutes
- Dates de sortie :
  - Allemagne : 8 février 2019 (Berlinale 2019)
  - France : 19 août 2020

## Distribution
- Dulamjav Enkhtaivan : la bergère
- Aorigeletu : le berger
- Gangtemuer Arild : le chef de la police
- Norovsambuu : le jeune policier

## Tournage
Le réalisateur a choisi pour une question de censure de filmer le film en Mongolie-Extérieure, contrairement à son film Le Mariage de Tuya tourné en Mongolie. Avec son chef opérateur français Aymerick Pilarski, ils tournent uniquement en lumière naturelle, ou avec des sources lumineuses présentes dans l'histoire (lampe frontale...). Wang Quan'an cite Fellini et Godard parmi les influences picturales du film.

## Sortie

### Accueil critique
En France, le site Allociné recense une moyenne des critiques presse de 3,8/5.

## Distinctions

### Récompenses
- Festival international du film de Valladolid 2019 : Espiga de Oro[4]
- Festival des trois continents 2019 : Montgolfière d'or[5]

### Sélections
- Berlinale 2019 : sélection en compétition officielle
- Festival du film de Cabourg 2020 : sélection en compétition officielle